# Stephanie Verzele-Madeleyn
Stephanie Verzele-Madeleyn (Mariakerke, 9 januari 1895 - Oostende, 8 juli 1999) was een Vlaams jeugdboekenschrijfster, dichteres en prozaïste.

## Levensloop
Ze werd geboren in een gezin met zeven kinderen. Haar vader was machinist op een stoomtram. Ze begon te schrijven tijdens de Eerste Wereldoorlog. Ze trouwde op haar 24ste met een weduwnaar, die al een dochter had. Uit dit huwelijk werden twee kinderen geboren.
Na studies aan de rijksnormaalschool werd Stephanie onderwijzeres, eerst in haar geboortestad in 1914 en daarna in De Panne van 1919 tot 1928. Ze werd kantonnaal inspectrice lager onderwijs (1935-1952).
In het Letterenhuis Antwerpen bevindt zich haar omvangrijke correspondentie met tal van bekende literatoren. Onder hen Piet van Aken, Willem van den Aker, Albe, Lode Baekelmans, André Demedts, Johan Daisne, Eugeen Van Itterbeek, Karel Jonckheere, Lambrecht Lambrechts, Hubert Lampo, Pol de Mont, Eugeen van Oye, Fernand Toussaint van Boelaere en Jan Vercammen.

## Publicaties
- Licht en donker, gedichten, Antwerpen, Resseler, 1926.
- Drie éénaktertjes voor kinderen, 1928.
- Beelden en Stemmingen, gedichten, Nieuwpoort, Juul Filliaert, 1942.
- Warden d'Haen's zevental, familieverhaal voor de jeugd, 1955.
- Blauwvoeten tegen Ingerkins, 1955.
- Drie dierenvertelsels, 1957-1963.
- Tussen de Muur en het Water, oorlogsroman, 1968.
- Tot voor uw drempel, Brugge, Orion/Desclée De Brouwer, 1973.